# Jean-Baptiste Laviolette
Pour les articles homonymes, voir Laviolette (homonymie).
Temple de la renommée : 1962
Jean-Baptiste « John ou Jack » Laviolette, dit Jack Laviolette, (né le 17 juillet 1879 à Belleville dans la province de l'Ontario - mort le 10 janvier 1960 à Montréal au Québec) est un joueur de hockey sur glace. En compagnie de John Ambrose O'Brien, il fait partie des fondateurs des Canadiens de Montréal dont il est le premier capitaine de l'histoire en 1909.

## Biographie

### Enfance et débuts
Jean-Baptiste (Jack) Laviolette est né à Belleville, dans la province canadienne de l'Ontario,. Il est issu du mariage de Antoine Rufiange dit Laviolette et Eliza Hébert. La famille de Laviolette rejoint la ville québécoise de Salaberry-de-Valleyfield alors qu'il est âgé de douze ans. Il découvre le hockey sur glace en patinant sur la surface gelée des écluses surveillées par le père de Didier Pitre.
En 1902-1903, Laviolette joue avec l'équipe Bell AAA qui fait partie de la Ligue de hockey de la cité de Montréal. La saison suivante, Pitre et lui signent ensemble pour jouer avec le National de Montréal dans nouvelle Ligue fédérale amateur de hockey. Six parties sont jouées au cours de cette saison 1904 et les joueurs du National se classent deuxième derrière les Wanderers de Montréal. Laviolette qui peut aussi jouer en défense qu'en attaque finit avec huit buts en six rencontres, sixième buteur de la saison,.

### Professionnel en Amérique du Nord
Aux États-Unis et au début du XXe siècle, l'industrie du cuivre est en plein essor afin de répondre aux demandes croissantes en l’électricité. Le Michigan possède de nombreuses mines et la ville de Houghton en est un des exemples. Le Portage Lakes Hockey Club attire les foules et James R. Dee, son propriétaire, veut en faire une entreprise lucrative et décide de créer la première ligue professionnelle au monde. Jack « Doc » Gibson, un dentiste venant de Berlin en Ontario qui a été banni du hockey en Ontario après avoir accepté des pièces d'or par le maire de Berlin à la suite d'une victoire contre la ville voisine est chargé de recruter des joueurs du Canada. Quand Gibson rentre au Canada et fait passer le mot qu'au Michigan les joueurs sont payés pour jouer au hockey, Laviolette est un des premiers joueurs à tenter l’aventure et à quitter Montréal.
Laviolette joue la saison 1904-1905 avec les Soo Indians du Michigan dans la LIH, équipe basée à Sault Sainte-Marie. De retour à Montréal à la fin de la saison, il convainc Pitre qui est toujours joueur du National. Les deux joueurs sont censés se retrouver Gare Windsor mais Pitre est retenu par les propriétaires du National qui l'empêchent de rejoindre Laviolette à la gare. Finalement, ce dernier parvient à retrouver son ami, lui fait signer un contrat et les deux joueurs se cachent près de la gare pour pouvoir prendre un train rapidement sans croiser les directeurs du National. L'aventure aux États-Unis ne dure que trois saisons au total puisque les Présidents des équipes canadiennes décident de se mettre au professionnalisme afin de stopper l'exode de leurs meilleurs joueurs. La LIH ne parvient pas à conserver ses éléments alors que les ligues professionnelles se créent un peu partout. Pitre et Laviolette retournent jouer à Montréal et leur choix se porte sur la formation des Shamrocks de Montréal de l'Eastern Canada Amateur Hockey Association pour les deux saisons suivantes.

### Naissance des Canadiens de Montréal

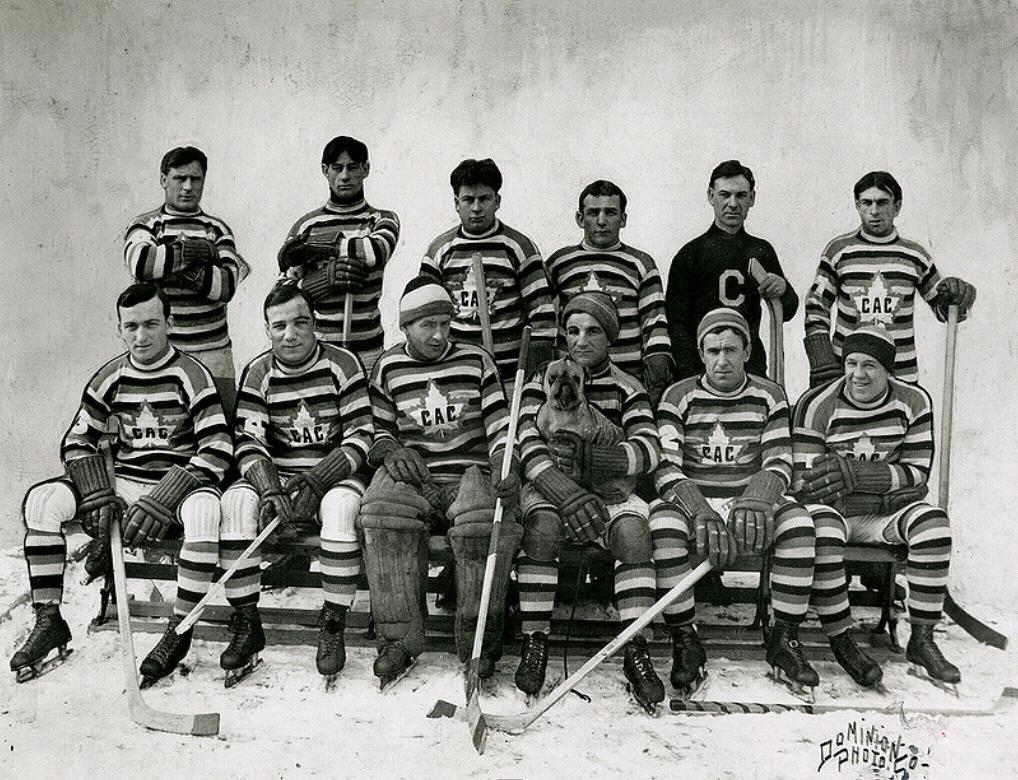
L'équipe des Canadiens en 1912-1913

Le 13 novembre 1909, à la suite d’un différend qui oppose les propriétaires des clubs membres de l’Eastern Canada Amateur Hockey Association et le propriétaire des Wanderers de Montréal, il est décidé de former une nouvelle ligue : la Canadian Hockey Association. Cette association fusionne en 1910 avec la National Hockey Association of Canada, connue en français sous le nom d'Association nationale de hockey. Dans la foulée de cette fondation et sur un conseil de Strachan, Jimmy Gardner, un directeur des Wanderers, et John Ambrose O’Brien ont l’idée d’exploiter commercialement la rivalité entre les anglophones et les francophones de Montréal et d’établir un club de hockey majoritairement, sinon totalement, composé de joueurs d’expression française. Pour ce faire, ils chargent Laviolette de recruter des francophones afin de former un nouveau club de hockey pouvant rivaliser avec les Wanderers. Une nouvelle équipe qui porte le nom de « Canadien » est créée le 4 décembre 1909. Laviolette peut alors compter sur l’aide financière d’O’Brien afin de bâtir sa nouvelle équipe. Laviolette a pour mission de recruter les nouveaux joueurs, d'être directeur général, capitaine, entraîneur et joueur de l'équipe. Il recrute Pitre pour jouer en défense avec lui, Édouard « Newsy » Lalonde en tant que rover, Joseph Cattarinich dans les buts de l'équipe et en attaque : Ed Décarie au centre et Arthur Bernier et Georges Poulin aux postes d’ailiers. 
Comme pour la signature avec Sault Sainte-Marie, l'arrivée de Pitre au sein de l'équipe de Montréal est compliquée et ne se règle finalement que devant le tribunal. Le premier match est une victoire pour le club mais le résultat n’est pas pris en compte puisque quelque temps plus tard, la Canadian Hockey Association fusionne avec l’ANH et les compteurs sont remis à zéro. Finalement, l’équipe termine à la dernière place de la saison régulière avec deux victoires en douze matches joués. L'équipe compte sur le renfort de Georges Vézina pour la saison suivante et elle finit à la deuxième place du classement avec huit victoires et autant de défaites. 
Lalonde quitte le Club de hockey Canadien avant les débuts de la saison 1911-1912 et Pitre prend le relais pour inscrire 28 buts à lui tout seul. 
Laviolette gagne la Coupe Stanley en 1916 avec les Canadiens. Au cours de son unique saison sur les patinoires de la LNH (1917-1918), il inscrit en 18 matchs 2 buts. Le 1er mai 1918, son automobile percute un poteau et on doit lui amputer le pied droit ce qui met ainsi fin à sa carrière de joueur.
Il épouse Clara Plante le 30 mars 1942 à la Cathédrale de Montréal.[réf. nécessaire]. Il meurt le 10 janvier 1960 et est inhumé au cimetière Notre-Dame-des-Neiges de Montréal.[réf. nécessaire]

## Statistiques
| Saison    | Équipe                  | Ligue         |    | Saison régulière | Saison régulière | Saison régulière | Saison régulière | Saison régulière |   | Séries éliminatoires | Séries éliminatoires | Séries éliminatoires | Séries éliminatoires | Séries éliminatoires |
| Saison    | Équipe                  | Ligue         | PJ | B                | A                | Pts              | Pun              | PJ               | B | A                    | Pts                  | Pun                  |                      |                      |
| 1902-1903 | Bell AAA de Montréal    | LHCM          | -  | -                | -                | -                | -                | -                | - | -                    | -                    | -                    |                      |                      |
| 1904      | National de Montréal    | FAHL          | 6  | 8                | 0                | 8                | -                | -                | - | -                    | -                    | -                    |                      |                      |
| 1904-1905 | Soo Indians du Michigan | LIH           | 24 | 15               | 0                | 15               | 24               | -                | - | -                    | -                    | -                    |                      |                      |
| 1905-1906 | Soo Indians du Michigan | LIH           | 17 | 15               | 0                | 15               | 28               | -                | - | -                    | -                    | -                    |                      |                      |
| 1906-1907 | Soo Indians du Michigan | LIH           | 19 | 10               | 7                | 17               | 34               | -                | - | -                    | -                    | -                    |                      |                      |
| 1907-1908 | Shamrocks de Montréal   | ECAHA         | 6  | 1                | 0                | 1                | 36               | -                | - | -                    | -                    | -                    |                      |                      |
| 1908-1909 | Shamrocks de Montréal   | ECHA          | 9  | 1                | 0                | 1                | 36               | -                | - | -                    | -                    | -                    |                      |                      |
| 1910      | Canadiens de Montréal   | ANH           | 11 | 3                | 0                | 3                | 26               | -                | - | -                    | -                    | -                    |                      |                      |
| 1910-1911 | Canadiens de Montréal   | ANH           | 16 | 0                | 0                | 0                | 24               | -                | - | -                    | -                    | -                    |                      |                      |
| 1911-1912 | Canadiens de Montréal   | ANH           | 17 | 7                | 0                | 7                | 10               | -                | - | -                    | -                    | -                    |                      |                      |
| 1912-1913 | Canadiens de Montréal   | ANH           | 20 | 8                | 0                | 8                | 77               | -                | - | -                    | -                    | -                    |                      |                      |
| 1913-1914 | Canadiens de Montréal   | ANH           | 20 | 7                | 9                | 16               | 30               | 2                | 0 | 1                    | 1                    | 0                    |                      |                      |
| 1914-1915 | Canadiens de Montréal   | ANH           | 18 | 6                | 3                | 9                | 35               | -                | - | -                    | -                    | -                    |                      |                      |
| 1915-1916 | Canadiens de Montréal   | ANH           | 18 | 8                | 3                | 11               | 62               | -                | - | -                    | -                    | -                    |                      |                      |
| 1915-1916 | Canadiens de Montréal   | Coupe Stanley | -  | -                | -                | -                | -                | 4                | 0 | 0                    | 0                    | 6                    |                      |                      |
| 1916-1917 | Canadiens de Montréal   | ANH           | 17 | 7                | 3                | 10               | 24               | 2                | 0 | 0                    | 0                    | 0                    |                      |                      |
| 1916-1917 | Canadiens de Montréal   | Coupe Stanley | -  | -                | -                | -                | -                | 4                | 1 | 2                    | 3                    | 9                    |                      |                      |
| 1917-1918 | Canadiens de Montréal   | LNH           | 18 | 2                | 1                | 3                | 6                | 2                | 0 | 0                    | 0                    | 0                    |                      |                      |